# Strobilomyia anthracina
Strobilomyia anthracina är en tvåvingeart som först beskrevs av Leander Czerny 1906.  Strobilomyia anthracina ingår i släktet Strobilomyia och familjen blomsterflugor. Arten är reproducerande i Sverige. Inga underarter finns listade i Catalogue of Life.